# Policzna (gmina)
Pour les articles homonymes, voir Policzna.

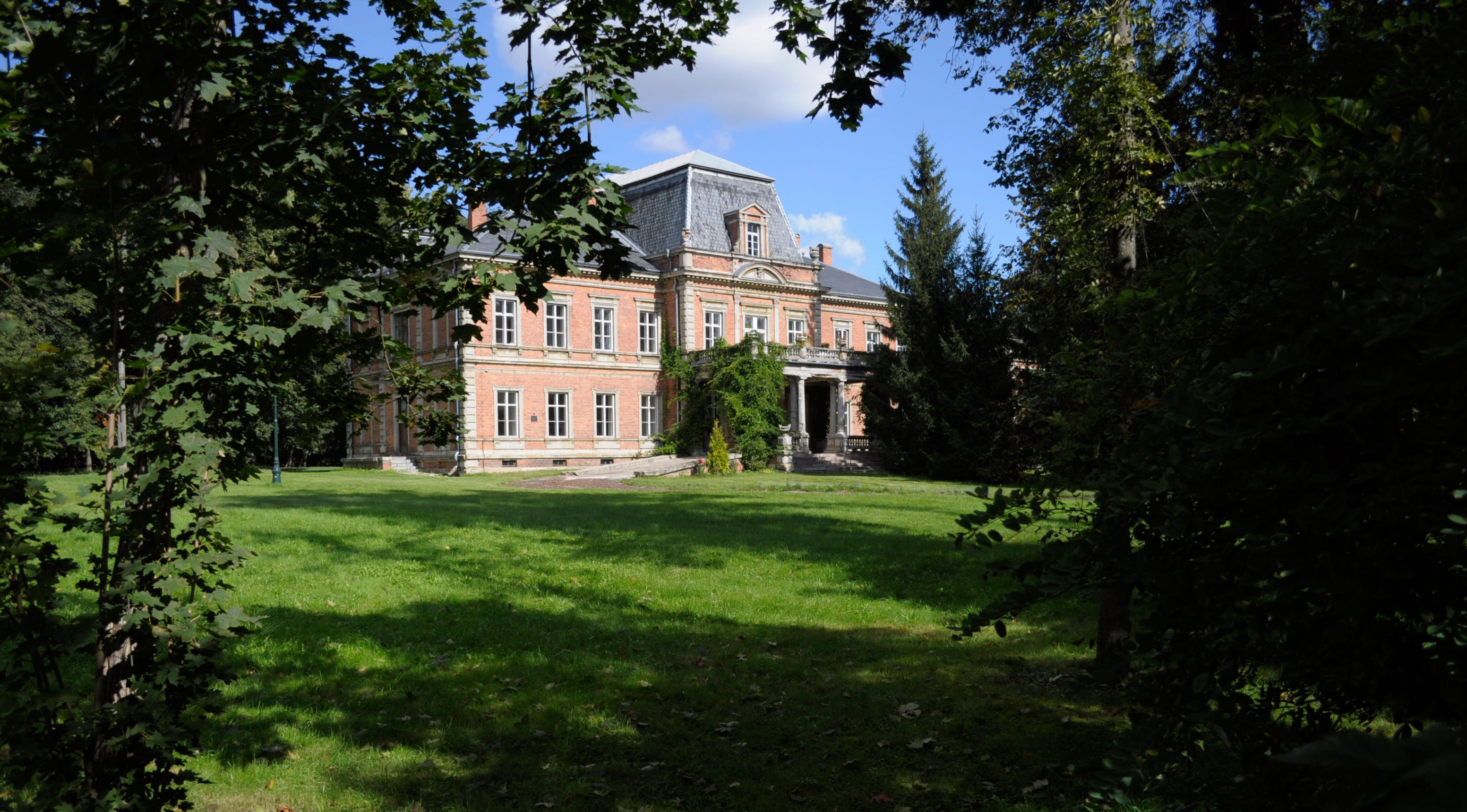
Policzna - palais et parc

La gmina de Policzna est un district administratif situé en milieu rural du powiat de Zwoleń dans la voïvodie de Mazovie, dans le centre-est de la Pologne.
Son siège administratif (chef-lieu) est le village de Policzna, qui se situe à environ 11 kilomètres au nord-est de Zwoleń (siège de la Powiat) et à 96 kilomètres au sud-est de Varsovie (capitale de la Pologne).
La gmina couvre une superficie de 112,35 km2 pour une population de 5 895 habitants en 2006.

## Histoire
De 1975 à 1998, la gmina appartenait administrativement à la voïvodie de Radom.

## Géographie

### Villages
La gmina de Policzna comprend les villages de :

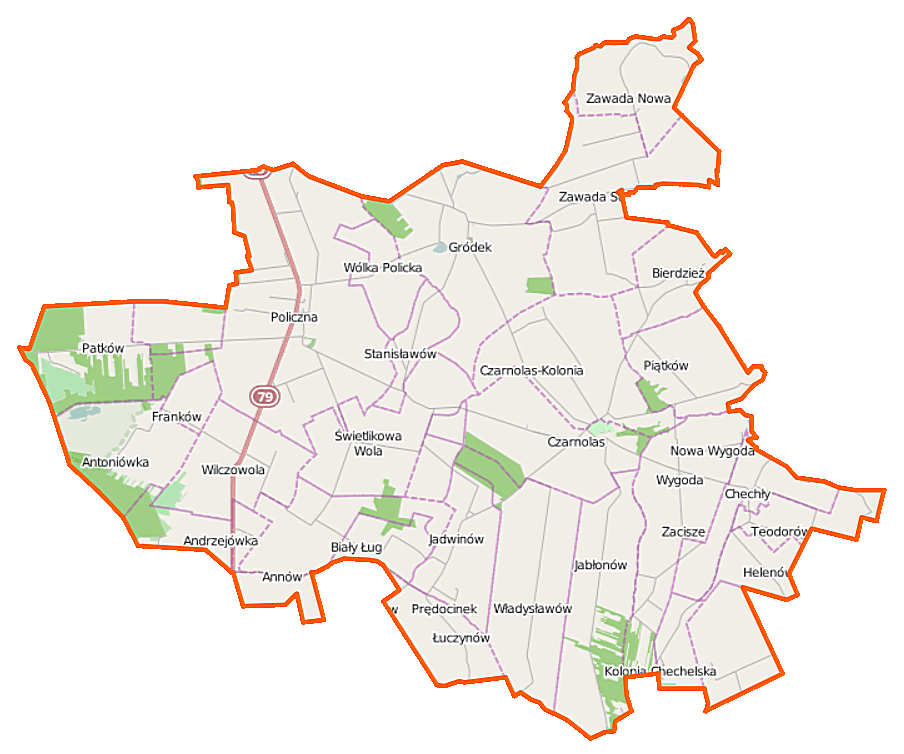
Plan de la gmina

- Aleksandrówka
- Andrzejówka
- Annów
- Antoniówka
- Biały Ług
- Bierdzież, Chechły
- Czarnolas
- Czarnolas-Kolonia
- Dąbrowa-Las
- Florianów
- Franków
- Gródek
- Helenów
- Jabłonów
- Jadwinów
- Kolonia Chechelska
- Kuszlów
- Łuczynów
- Ługowa Wola
- Patków
- Piątków
- Policzna
- Stanisławów
- Świetlikowa Wola
- Teodorów
- Wilczowola
- Władysławów
- Wojciechówka
- Wólka Policka
- Wygoda
- Zawada Nowa
- Zawada Stara

### Gminy voisines
La gmina de Policzna est bordée des gminy de :
- Garbatka-Letnisko
- Gniewoszów
- Pionki
- Przyłęk
- Puławy
- Zwoleń

## Structure du terrain
D'après les données de 2002, la superficie de la commune de Policzna est de 112,35 km2, répartis comme telle :
- terres agricoles : 84 %
- forêts : 10 %

La commune représente 19,67 % de la superficie du powiat.

## Démographie
Données du 30 juin 2004 :
| Description        | Total  | Total | Femmes | Femmes | Hommes | Hommes |
| ------------------ | ------ | ----- | ------ | ------ | ------ | ------ |
| Unité              | Nombre | %     | Nombre | %      | Nombre | %      |
| Population         | 5 936  | 100   | 3 023  | 50,9   | 2 913  | 49,1   |
| Densité (hab./km²) | 52,8   | 52,8  | 26,9   | 26,9   | 25,9   | 25,9   |